# Колбингер, Фиона
Фиона Колбингер (род. 24 мая 1995, Бонн, Северный Рейн-Вестфалия) — немецкая велосипедистка на сверхдальние дистанции и врач. Она стала победительницей Трансконтинентальной гонки в 2019 году, выиграв за 10 дней 2 часа 48 минут с опережением ближайшего соперника Бена Дэвиса более чем на десять часов. Она была первой женщиной, выигравшей гонку, обойдя более 224 мужчин и 40 женщин.
Фиона Колбингер изучала медицину в Гейдельбергском университете и выпустилась изНемецкого центра исследования рака, где была докторантом в области детской онкологии.
С 2019 года она хирург-ординатор отделения висцеральной, торакальной и сосудистой хирургии Университетской клиники Технического университета Дрездена.
Колбингер была признана одной из 100 женщин Би-би-си 2019 года.